# La Barre (Jura)
Barre – miejscowość i gmina we Francji, w regionie Burgundia-Franche-Comté, w departamencie Jura.
Według danych na rok 1990 gminę zamieszkiwało 176 osób, a gęstość zaludnienia wynosiła 53 osoby/km² (wśród 1786 gmin Franche-Comté Barre plasuje się na 568. miejscu pod względem liczby ludności, natomiast pod względem powierzchni na miejscu 937.).